# Піггейт
«Піггейт» (пол. Piggate) — польський комедійний науково-фантастичний фільм 1990 року, за мотивами радіоп'єси Марціна Вольського.

## У ролях
- Кшиштоф Маговський — Вілльям Голдінг, директор Інституту трансплантології
- Ева Скибинська — Люсі Кроуфорд, дружина Голдінга
- Катажина Фігура — Долорес Мендоса, подружка Люсі
- Януш Мхаловський — хірург Ганс Вейзенштейн, колега Голдінга
- Яцек Борковський — адвокат том Батлер, наречений Анни Монтіні
- Данута Ковальська — Анна Монтіні
- Богдан Баер — мільйонер Карський, наречений Долорес
- Генрик Талар — журналіст Арт Шумманн
- Болеслав Абарт — Франк О'Гара, асистент Голдінга
- Гжегож Геромінський — Апдайк, оператор Шумманна
- Ришард Котиш — поліцейський Сімпсон
- Мацей Козловський — Алан Лецог, лікар, який оперував Долорес
- Марцин Тронський — Бен, працівник бійні
- Адам Бауманн — поліцейський